# Roślina pierwotna
Roślina pierwotna (protophyta) – jednokomórkowy organizm rozmnażający się poprzez podział, w bardzo rzadkim stopniu również poprzez pączkowanie. Niektóre jego gatunki występujące w klasach Schizomycetes oraz Microtatobiotes są dla człowieka szkodliwe. Mogą tworzyć gonidia, konidia i przetrwalniki.